# Lollands Österborg

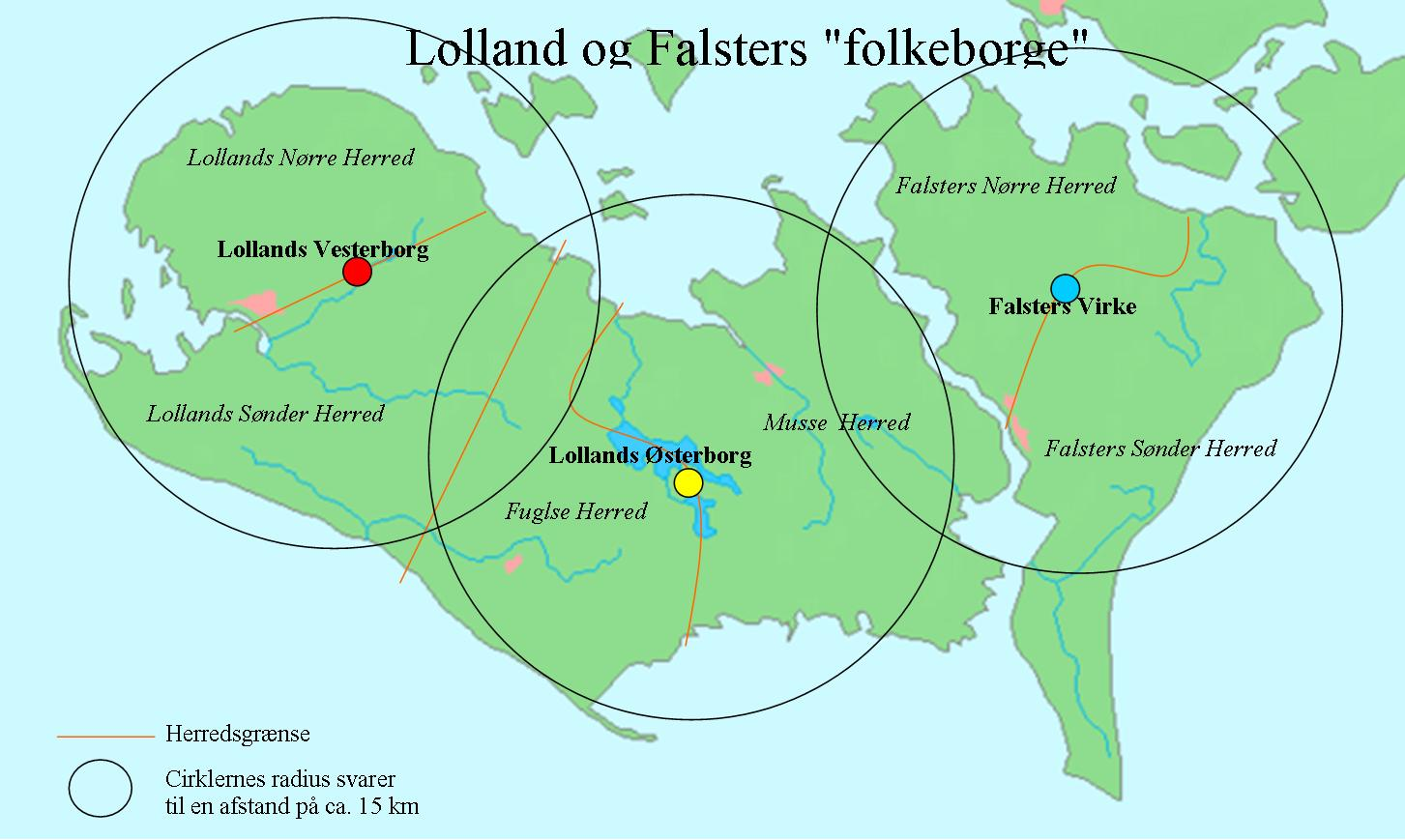
Borgarna från järnåldern på Lolland och Falster

Lollands Österborg är en fornborg på östra Lolland i Danmark. Den är arkeologiskt utgrävd och daterad till cirka 550 efter Kristus, det vill säga järnåldern. Fornborgen har, tillsammans med två fornborgar på västra Lolland samt grannön Falster, utgjort ett tillflyktsplats för ortsborna vid oroliga tider. Den anses vara Nordens näst största fornborg efter Halleberg i Västergötland.[källa behövs]

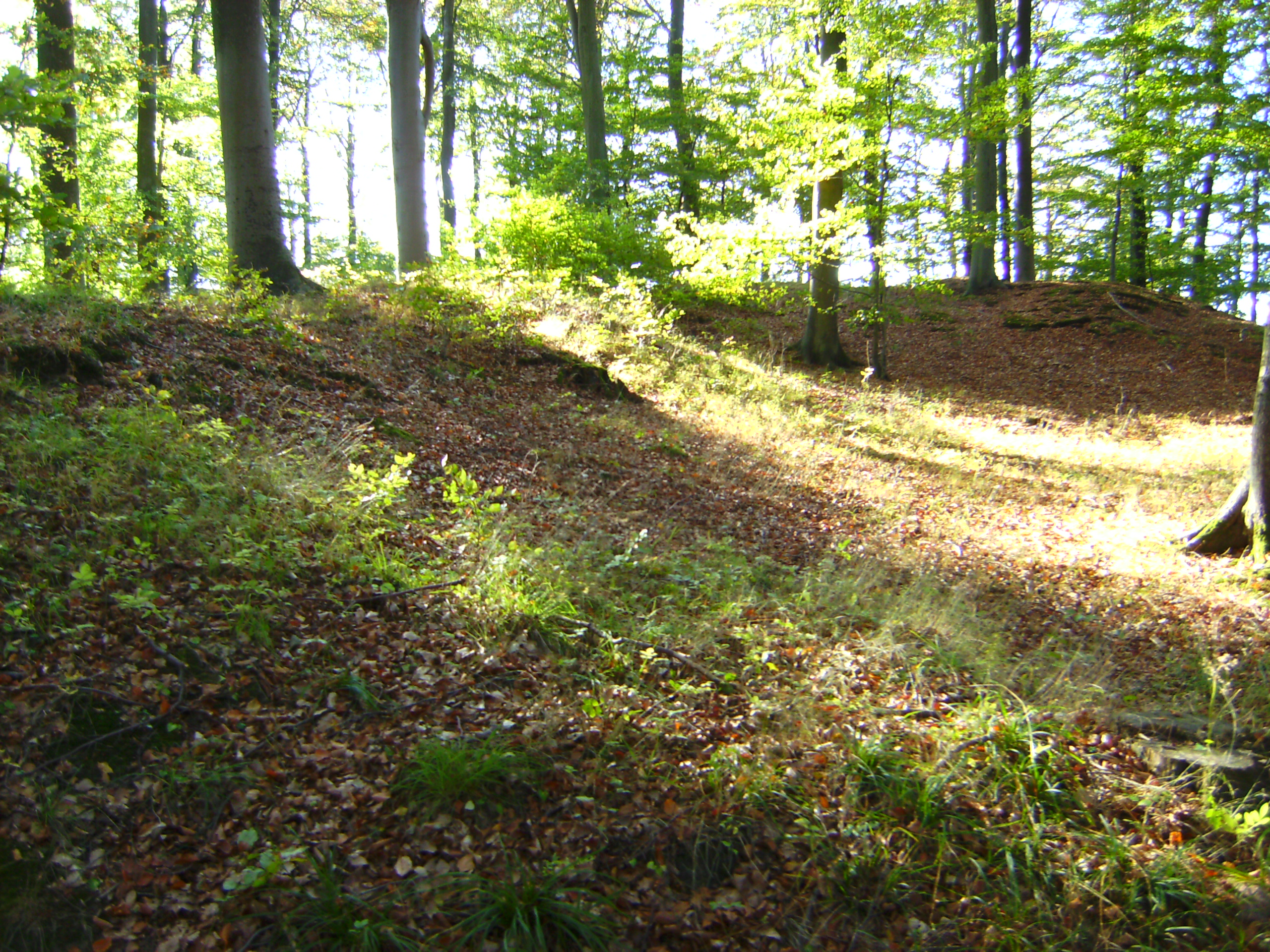
Lollands Österborg.
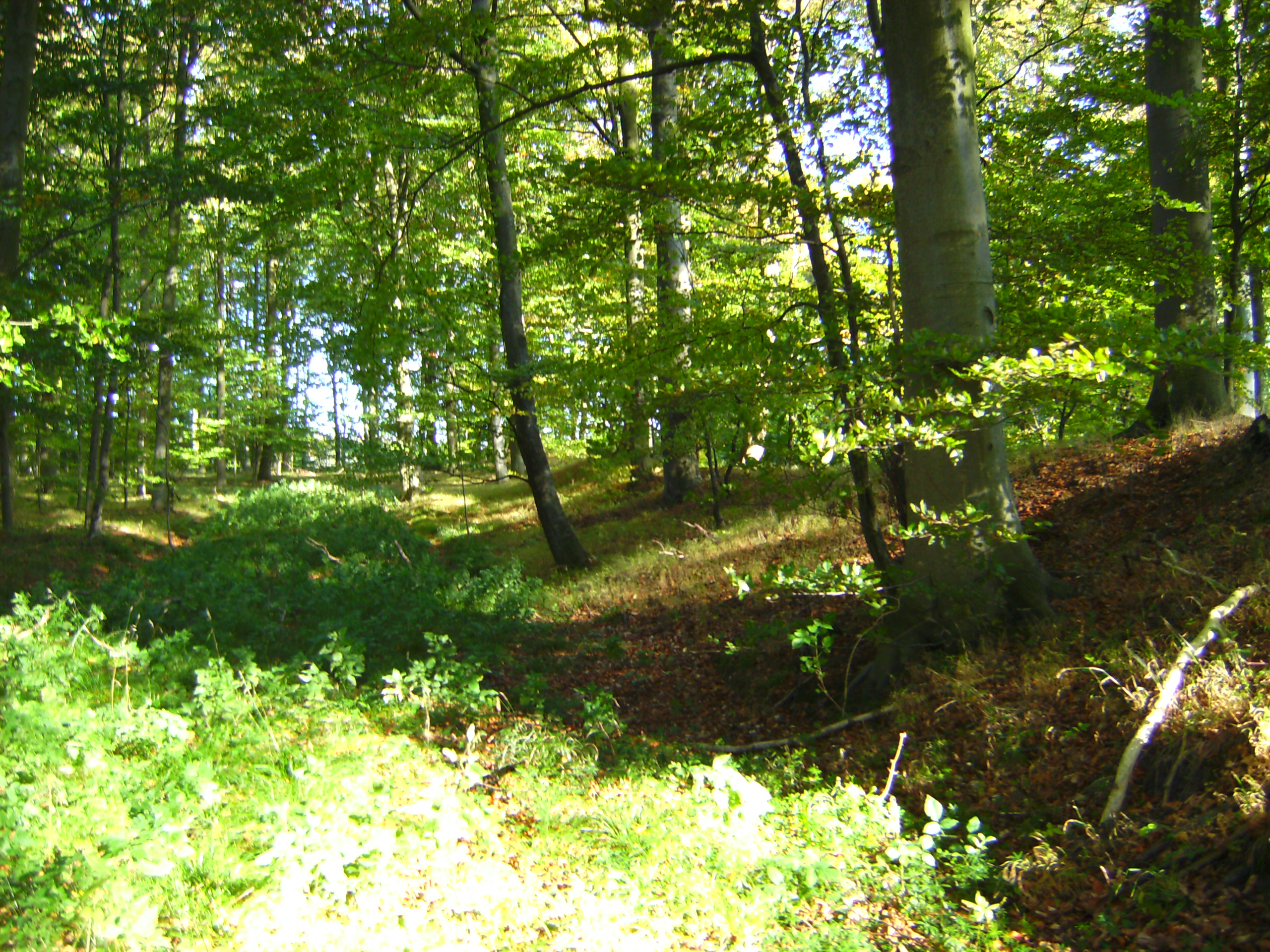
Lollands Österborg.